# Jastrzębie (województwo śląskie)
Jastrzębie (niem. Habicht) – wieś w Polsce położona w województwie śląskim, w powiecie raciborskim, w gminie Rudnik.

## Położenie
Jastrzębie jest położone w północno-zachodniej części gminy. Posiada powierzchnię 4,55 km² oraz około stu sześćdziesięciu mieszkańców. Wieś położona jest na Płaskowyżu Głubczyckim. 

## Nazwa
Wieś posiadała niemiecką nazwę niem. Habicht.

## Historia
Pierwsze wzmianki o wsi pochodzą z 1679 roku. Istniał tu folwark o pow. 300 ha, który w latach 1797-1945 należał do mieszczańskiej rodziny Schramek. Pod koniec XIX wieku powstał tutaj pałac. Po II wojnie światowej w pałacu mieściło się sanatorium, a od 1994 roku pałac znajduje się w rękach prywatnych.
Od końca XVIII w do 1933 r. na wizerunku pieczęci gminnej umieszczono jastrzębia w locie, nawiązującego do niemieckiej nazwy miejscowości.
W latach 1975–1998 miejscowość administracyjnie należała do województwa katowickiego.

## Demografia
W 2016 roku w Jastrzębiu ludność w wieku przedprodukcyjnym na 100 mieszkańców wynosiła 16,67, co uplasowało wieś poniżej średniej w gminie (16,95). Natomiast ludność w wieku produkcyjnym wynosiła 69,23 (średnia w gminie – 66,90), a w wieku poprodukcyjnym – 14,1 (średnia w gminie – 16,25). Stosunek mieszkańców w wieku poprodukcyjnym do mieszkańców w wieku produkcyjnym wynosił 20% (średnia w gminie – 24%). Mediana wieku mieszkańców wynosi 45 lat (średnia w gminie - 47,11).
| Rok  | Liczba ludności | Gęstość zaludnienia (os./km²) |
| ---- | --------------- | ----------------------------- |
| 2004 | 155             | 34,07                         |
| 2011 | 160             | 35,1                          |
| 2016 | 156             | 34,29                         |

## Religia
Jastrzębie należy do parafii św. Piotra i Pawła w Grzędzinie.

## Zabytki
Przy ul. Raciborskiej (nr 1) znajduje się wpisany do wojewódzkiego rejestru zabytków (A/1433/91) zespół pałacowo-parkowy. Pałac pochodzi z II połowy XIX wieku w stylu romantyzmu niemieckiego z elementami neogotyku angielskiego. Pałac został wzniesiony przez rodzinę Schramek, po II wojnie światowej mieściło się tutaj sanatorium, a od 1994 r. znajduje się w rękach prywatnych, obecnie pięknie odrestaurowany.
Obok pałacu znajduje się oficyna z elementami neogotyku, która pochodzi z końca XIX wieku. Całość otacza park o charakterze krajobrazowym założony z XVIII wieku. Na terenie dawnego folwarku (nr 3) znajduje się budynek mieszkalny z II połowy XIX wieku.
Przy ul. Raciborskiej znajdują się budynek mieszkalny (nr 20) z 1910 r., budynek mieszkalny (nr 20a) z 1832 r., trzy budynki mieszkalne (nr 33, 35 i 39) z przełomu XIX/XX wieku, a także dwie zagrody typu frankońskiego (nr 8a, 10 i 19) z I połowy XIX wieku.
Przy ul. Raciborskiej (nr 22 i 38) znajdują się dwa krzyże kamienne z postacią Chrystusa Króla na postumencie z niszą, w której stoi figura Matki Boskiej Bolesnej z przełomu XIX/XX wieku. Na tej ulicy (nr 20a) stoi kapliczka przydrożna z przełomu XIX/XX wieku.
| Nr ewidencyjny       | Obiekt | Forma ochrony                      | Adres                 |
| -------------------- | --- | ---------------------------------- | --------------------- |
| A/1433/91 30.08.1991 | Zespół pałacowo-parkowy - pałacyk z drugiej połowy XIX wieku w stylu romantyzmu niemieckiego z elementami neogotyku angielskiego, oficyna koniec XIX wieku z elementami neogotyku i park o charakterze krajobrazowym XVIII wieku | wpis do woj. rej. zabytków         |                       |
| A/314/10 01.09.2010  | Dawna szkoła (obecnie dom mieszkalny) | wpis do woj. rej. zabytków         | ul. Raciborska 35     |
|                      | zagroda typu frankońskiego, poł. XIX w. | wpis do gminnej ewidencji zabytków | ul. Raciborska 19     |
| 12                   | budynek mieszkalny, 2 poł. XIX w. | wpis do gminnej ewidencji zabytków | ul. Raciborska 3      |
| 11                   | budynek mieszkalny, 1920 r. | wpis do gminnej ewidencji zabytków | ul. Raciborska 20     |
| 4                    | budynek mieszkalny, 1832 r. | wpis do gminnej ewidencji zabytków | ul. Raciborska 20a    |
| 6                    | budynek mieszkalny, XIX/XX w. | wpis do gminnej ewidencji zabytków | ul. Raciborska 33     |
| 7                    | budynek mieszkalny XIX/XX w. | wpis do gminnej ewidencji zabytków | ul. Raciborska 35     |
| 8                    | budynek mieszkalny, XIX/XX w. | wpis do gminnej ewidencji zabytków | ul. Raciborska 39     |
|                      | kapliczka przydrożna, XIX/XX w. | wpis do gminnej ewidencji zabytków | ul. Raciborska 17     |
|                      | zagroda typu frankońskiego, poł. XIX w. | wpis do gminnej ewidencji zabytków | ul. Raciborska 8a, 10 |

We wsi znajduje się stanowisko archeologiczne wpisane do wojewódzkiego rejestru zabytków, gdzie znaleziono pozostałości po grodzisku.